# Chaucingo
Chaucingo es una localidad del estado mexicano de Guerrero. Es parte del municipio de Huitzuco de los Figueroa.

## Toponimia
El nombre «Chaucingo» proviene de los términos en náhuatl: chahuitl, manantial; tzin, diminutivo; co, lugar. Su significado es «lugar de los pequeños manantiales».

## Demografía
| Gráfica de evolución demográfica |
|                                  |

| Censo | Población |
| ----- | --------- |
| 1910  | 547       |
| 1921  | 618       |
| 1930  | 636       |
| 1940  | 935       |
| 1950  | 1 115     |
| 1960  | 1 295     |
| 1970  | 1 409     |
| 1980  | 1 479     |
| 1990  | 1 409     |
| 2000  | 1 229     |
| 2010  | 1 252     |
| 2020  | 1 297     |